# Есауловский бунт
Есауловский бунт 1792—1794 годов — восстание донских казаков, недовольных Указом Императрицы Екатерины II о принудительном переселении на Кубань. Названо по станице Есауловской, ставшей центром восстания. В 1792 году, когда был заключён Ясский мир с Турцией, Российская империя пожелала заселить территории, отходившие к ней на Кубани. Указом от 28 февраля 1792 года было повелено оставить 6 донских полков, служивших на Кубанской линии. Указ возмутил казаков, которые во главе с Никитой Иванычем Белогороховым уходят на Дон. С линии ушло 784 казака. Белогорохов был схвачен и осуждён, но станицы (Есауловская, Кобылянская, Верхне- и Нижне-Чирская и Пятиизбянская), которым нарядом указывалось число переселенцев, заволновались и стали открыто бунтовать. Для усмирения станиц были выделены 12 полков регулярной армии.

## Ход восстания
Оканчивая службу на Кубани, казаки с нетерпением ожидали того дня, когда распустят их по домам, а на смену им придут другие очередные полки. И вдруг получается распоряжение навсегда оставить на Кавказе этих чающих возвращения домой донцов. Вполне понятно, что казаки взволновались.
В эту именно пору три донских полка Поздеева, Луковкина и Кошкина, отбывшие свою трёхлетнюю очередную службу на Линии, должны были смениться новыми тремя полками Давыдова, Реброва и Алексея Поздеева. Мелкими командами служившие полки занимали кордонные посты по Кубани и распределены были частями при отрядах регулярных войск. Полк Поздеева или Атаманский в начале мая 1793 года стоял лагерем около Григориполисского укрепления, а части этого полка находились при редутах Ладожском, Казанском, Царицынском, на р. Егорлыке, Терновском и Расшеватском. Штаб полка Кошкина расположен был при Недреманном ретраншементе, а отдельные части Кошкина и Луковкина полков занимали посты при редутах Скрытном, Кубанском, Державном, Убежном и при Недреманном ретраншементе. Из шедших на смену полков прибыл только полк Давыдова, расположенный у Темишбека; полки же Реброва и Алексея Поздеева были задержаны на Дону в момент казачьих волнений. Вообще же, следовательно, донцы стояли не целыми полками в определённых местах, а были разбиты на части и разбросаны на огромных пространствах. Это, однако, не помешало их объединению на почве возникших волнений.
Общее недовольство казачества выразилось в наиболее острой форме прежде всего в Атаманском полку Поздеева. Получив от генерал-майора Савельева распоряжение о назначении полком известного количества рабочих для рубки леса и постройки домов, казаки отказались исполнить это распоряжение. Напрасно местные власти и казачьи офицеры уговаривали их подчиниться начальству. Казаки не послушались, и волнения, охватившие Атаманский полк, быстро распространились и на другие полки. Казаки стали устраивать тайные сходки и остановились на мысли уходить на Дон. Во главе недовольных стал казак Поздеева полка Екатерининской станицы Никита Иванович Белогорохов. 
Белогорохов высказал товарищам соображение, что вероятно их приказали поселить на Кубани не по царской воле, а по желанию войскового атамана, считая последнего виновником нарушения казачьих порядков. Поэтому, он советовал казакам обратиться за разъяснениями к войсковому атаману, настаивать на отмене состоявшегося распоряжения о поселении на Кубани служивших здесь полков, а, в крайнем случай, взяться даже за оружие. Казаки горели естественным желанием возвратиться поскорее домой, разделяли соображения своего вожака и сочувствовали его намерениям. В Атаманском полку, поэтому, Белогорохов сразу же избран был предводителем, и полк беспрекословно подчинился его распоряжениям. Помощником его считался казак Фока Сухоруков. В полку Кошкина главою протестующих казаков избран был казак Трофим Штукарев. Позже, когда объединились казаки всех трёх полков — Поздеева, Кошкина и Луковкина, главенство единогласно признано было за одним Белогороховым.
Объединённые донцы решили прежде всего узнать на месте, действительно ли прислана на Дон высочайшая грамота о переселении их на Кубань. Трём избранникам — Фоке Сухорукову, Степану Моисееву и Даниле Елисееву поручено было отправиться тайно в Черкасск. 22 мая явились они неожиданно к войсковому атаману А. И. Иловайскому. Но прежде, чем возвратились посланцы из Черкасска, казаки, около 19 или 20 мая, захватив с собою 15 знамён и бунчуков, двинулись в количестве около 400 человек на Дон, оставив на месте своих офицеров. Едва ли к этому было подготовлено начальство. До того казаки только явно не хотели выходить на работы для рубки леса.
Извещённый об уходе казаков на Дон, Гудович послал 22 мая с курьером предписания войсковому атаману Иловайскому в Черкасск и князю Щербатову в Ростовскую крепость о недопущении беглецов на Дон. Мерой этой главнокомандующий имел в виду не допустить волнения в донских станицах. Но было уже поздно. Хотя в тот же день, то есть 22 мая, посланцы мятежных казаков получили от Иловайского на руки приказы в полки Поздеева, Луковкина и Кошкина и личное распоряжение атамана немедленно возвратиться в свои полки, но казаки взбунтовавшихся полков были уже далеко за пределами Кубанской Линии. 
Как видно из приказов войскового атамана, последний был совершенно не подготовлен к текущим событиям. Видимо, он или совершенно не знал о задуманном правительством выселении казаков с Дона, или же был слабо посвящён в обстоятельства дела. В своём приказе он сначала констатирует факт прибытия к нему Сухорукова, Моисеева и Елисеева, которые письменно и устно донесли, что 150 казаков Атаманского полка не исполнили распоряжения генерала Савельева и не вышли на рубку леса для домов вновь учреждённых станиц, опасаясь, что если они, не справясь с войском, станут на работы, то тогда, самым этим фактом, они оставлены будут «на вечное поселение», не в очередь и без установленных в войске жеребьёвок. Извещённый ещё 17 мая главнокомандующим И. В. Гудовичем о непослушании казаков, Иловайский тогда же послал приказы в полки о беспрекословном повиновении начальству и о выходе на работу. В своём приказе по этому поводу Иловайский успокаивал казаков заверением, что он лично будет ходатайствовать в Петербурге перед Государыней относительно оставления за казаками прежних привилегий и установившихся обычных порядков.
Обыкновенно выселялись казаки на новые места добровольно. Государи посылали пригласительные грамоты на выселение в известные места; казаки собирали круги, «вычитывали» на них царские грамоты и вызывали охотников на переселение. Таким образом, с согласия войска формировались целые отряды охотников, пополнявшие старые войска или образовывавшие новые. Так было при Петре I, когда казаки вышли с Дона на Терек (образовав там Терско-Семейное войско, по соседству с Гребенским), и при Анне Ивановне, когда донцы поселились на Нижней Волге (образовав 2-е Волжское казачье войско).
И вот эти-то старинные, относительно свободные порядки не были соблюдены при переселении донских казаков на Кубанскую Линию. Об этом переселении не только казаки не были извещены грамотами на казачьих кругах, но и сам войсковой атаман был плохо осведомлён. Дело, в сущности, было серьёзнее, чем каким оно представляется на основании приказа, явно ослабившего резкие и густые краски события. По тогдашним законам поступок казаков карался смертью, а только что улёгшиеся после пугачёвщины волнения должны были служить зловещим признаком надвигающегося события. Нужны были серьёзные побуждения, чтобы сам войсковой атаман решился ехать в Петербург и хлопотать там об отмене встревожившей казаков меры. И эти побуждения, несомненно, крылись «в нарушении казачьих привилегий». На протест против этого пункта могло объединиться всё донское казачество.

## Усмирение бунта
В феврале 1794 г. на усмирение бунтовщиков, собравшихся в станице Есауловской, двинулся отряд казаков в 1000 человек во главе с наказным атаманом, генералом Андреем Мартыновым. К ним подоспел князь Алексей Щербатов с 5 полками (Шлиссельбургским, Ростовским, Воронежским и Каргопольским) под командою полковников Буткевича и Ребиндера и 4 батальонами пехоты, 2 эскадронами драгун, 4 полевыми орудиями, а также три Чугуевских полка под начальством генерала Платова. Станицы заняты были почти без боя. 6 июля началась обычная расправа, какую Москва всегда применяла к казачеству: 48 старшин и 298 казаков были закованы в цепи и сосланы в Оренбуржье, 1645 человек наказаны плетями. Назначено, по приказанию Военной коллегии, следствие. Председателем следственной комиссии был Щербатов. Оказалось, что все бузулуцкие, хопёрские и медведицкие станицы также не приняли войсковых грамот и отказались от переселения. Князь Щербатов признал и их виновными и около пяти тысяч человек подверг наказанию кнутом, из-под которого немногие вышли целыми. Десятая часть попала в Сибирь. Есаул Рубцов, которого считали главным виновником бунта, получил 251 удар кнутом и в тот же день скончался.
И всё это происходило в то время, когда большая часть донских полков находилась в войне с Речью Посполитой (1791—95 гг.), потом со Швецией и Персией.  Некоторые полки, стоявшие в Крыму, узнав, что их станицы разоряют регулярные войска, пришли в волнение. Казаки стали большими партиями уходить на Дон. 

## Итоги
Целями, которые ставили перед собой казаки непокорных станиц, было не идти на переселение, свои земли будут защищать кровью и разве одних малых детей сошлют на Кубань после их смерти. 6 февраля 1794 г. в Есауловскую станицу съехались атаманы со стариками и решили идти по станицам, от Потёмкинской до Черкасска, причём всех чиновников и несогласных с народом казаков убивать, а остальных забирать с собою.
В случае если казаки будут побеждены, заранее решено отступить к Высокому Яру, находившемуся в семи верстах ниже Есауловской станицы и представлявшему превосходное естественное укрепление. Пушек у казаков было шесть, но из них на лафетах только две полковые; пороху было очень мало. Февраля 8 на сборе Есауловской станицы читано было привезённое из станицы Скуришенской письмо, чтобы казаки пяти волнующихся станиц, в случае выступления против регулярных войск, дали знать в Скуришенскую станицу, которая, а также смежные с нею медведицкие станицы Глазуновская и Кепенская, готовы идти им на помощь. Пять бунтующих станиц находились под общею командою есауловского атамана казака Загудаева. 
По данным Воинской экспедиции об отношениях разных станиц к выселению, оказывается, что указы — первый известительный и второй подтвердительный, приняли беспрекословно и списки о выселяемых казаках составили только 17 станиц. Открыто бунтовали 49 станиц.
В результате бунта властям удалось переселить на Кубань с Дона только 1000 семейств вместо 3000, из которых на долю непокорных станиц пришлось 644. Старшин и казаков, которые были сосланы в Оренбуржье с Дона, было значительно больше. Только по делу от 1796 года «О переселении на земли ОКВ преступников из казаков Войска Донского с отчислением их из оного» в Оренбуржье было переселено «всего 437 душ, а обоего пола 578 человек. Для конвоирования переселяющихся донцов-бунтовщиков назначены были Уфимские и Табынские казаки». Основную часть переселившихся составляли не простые казаки, а хорунжие, есаулы, сотники, судьи, старшины и их семьи. Трагедия суровости карателей и тяжести переселения нашли своё отражение и в казачьих песнях.